# 國分寺線
國分寺線（日语：／ Kokubunji sen */?），是一條連接東京都國分寺市國分寺站和東京都東村山市東村山站，屬於西武鐵道的鐵路線。車站編號使用的路線記號為SK。

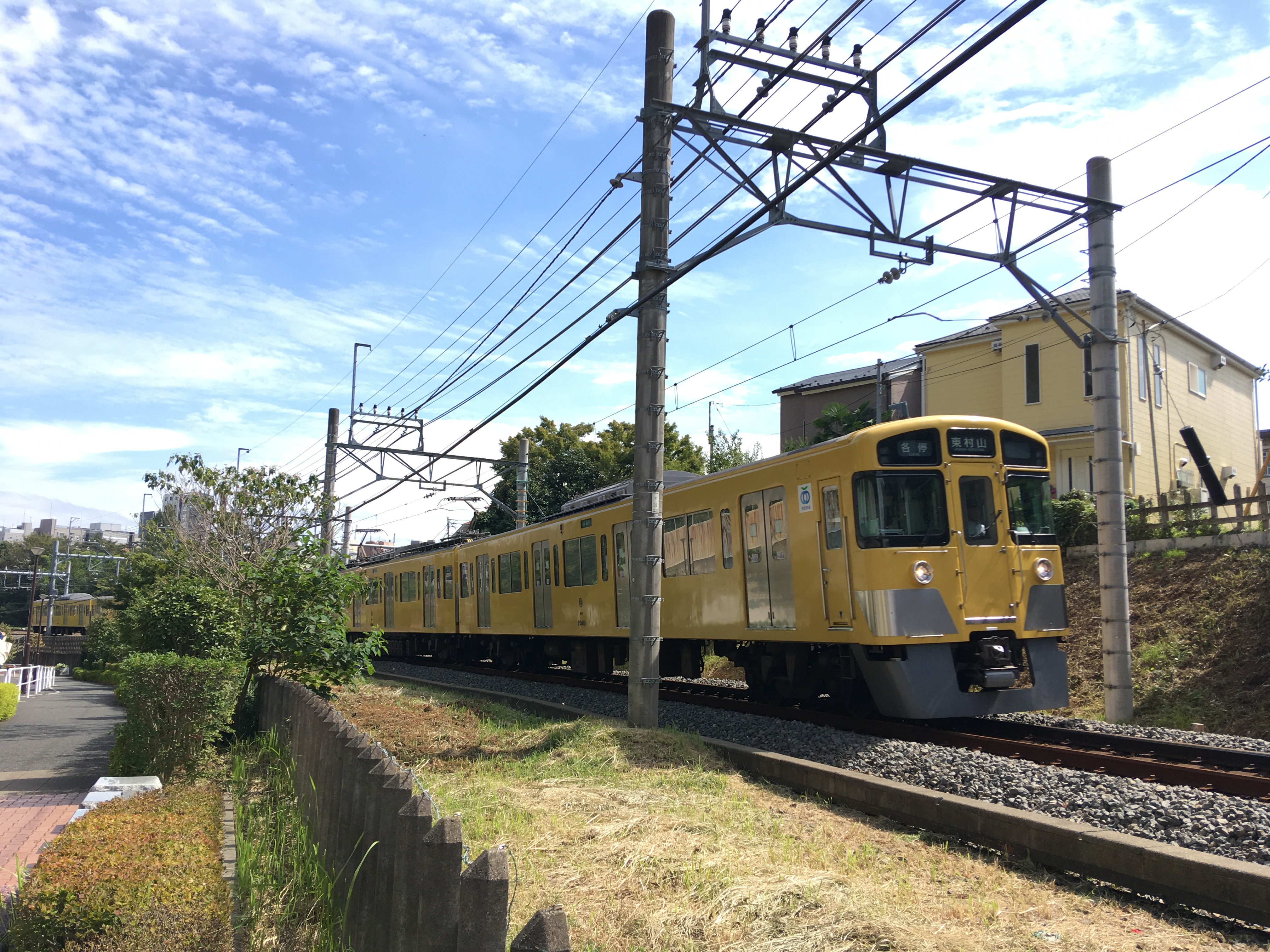
駛離國分寺站的西武2000系電聯車 (2019年9月)

## 路線資料
- 路線距離（營業距離）：7.8公里
- 軌距：1067毫米
- 站數：5個（包括起終點站）
- 複線路段：羽根澤信號場－戀窪（1.2公里）
- 電氣化路段：全線（直流電1500V高架電纜）
- 閉塞方式：自動閉塞式
- 編組節數：6節

## 使用車輛
2023年9月26日，西武鐵道宣布將分別向東急電鐵和小田急電鐵購入60輛東急9000系電聯車及40輛小田急8000型電車，並於2024年9月26日公布將上述電車改造成能源消耗較低的列車塗裝設計方案。2025年4月10日，西武鐵道在記者會上公開由上述電車改造成的新型列車西武8000系電聯車，並預計在5月底先行投入至國分寺線上運轉。

## 車站列表
- 所有車站均位於東京都。
- 全列車除信號場外停靠所有車站。
- 車站編號至2013年3月為止依次引入[11]。

範例
- ◇：單線路段（可進行列車交會），｜：單線路段（不可進行列車交會），∧：此起往下為複線，∨：此起往下為單線

| 車站編號 | 中文站名     | 日文站名 | 英文站名 | 站間距離 | 累計距離 | 接續路線                                                    | 軌道 | 所在地   |
| -------- | ------------ | -------- | -------- | -------- | -------- | ----------------------------------------------------------- | ---- | -------- |
| SK01     | 國分寺       |          |          | -        | 0.0      | 西武鐵道： 多摩湖線（ST01） 東日本旅客鐵道： 中央線（JC16） | ｜   | 國分寺市 |
|          | 羽根澤信號場 |          | /        | -        | (0.9)    |                                                             | ∧    | 國分寺市 |
| SK02     | 戀之窪       |          |          | 2.1      | 2.1      |                                                             | ∨    | 國分寺市 |
| SK03     | 鷹之台       |          |          | 1.5      | 3.6      |                                                             | ◇    | 小平市   |
| SK04     | 小川         |          |          | 1.5      | 5.1      | 西武鐵道： 拜島線（SS31）                                   | ◇    | 小平市   |
| SK05     | 東村山       |          |          | 2.7      | 7.8      | 西武鐵道： 新宿線（SS21）、 西武園線（直通至西武園站）      | ◇    | 東村山市 |

- 小川－東村山之間（八坂站起往西武遊園地站方向約200米的地點）與多摩湖線立體交差，但未有設站。

## 腳注
1. ↑   (PDF). 西武鉄道株式会社. 2023-09-26  [2025-05-02]. （原始内容存档 (PDF)于2025-01-08） （日语）.
2. ↑  . 産経新聞社. 2023-09-27  [2025-05-02]. （原始内容存档于2025-04-27） （日语）.
3. ↑  . 朝日新聞社. 2023-09-26  [2025-05-02]. （原始内容存档于2024-05-25） （日语）.
4. ↑   (PDF). 西武鉄道株式会社. 2024-09-26  [2025-05-02]. （原始内容存档 (PDF)于2025-02-11） （日语）.
5. ↑  . NHK. 2024-09-26  [2025-05-02]. （原始内容存档于2025-01-22） （日语）.
6. ↑  . 朝日新聞社. 2024-10-11  [2025-05-02]. （原始内容存档于2025-05-02） （日语）.
7. ↑   (PDF). 西武鉄道株式会社. 2025-01-07  [2025-05-02]. （原始内容存档 (PDF)于2025-02-11） （日语）.
8. ↑  . 每日新聞社. 2025-04-10  [2025-05-02]. （原始内容存档于2025-05-02） （日语）.
9. ↑  . 産経新聞社. 2025-04-10  [2025-05-02]. （原始内容存档于2025-05-02） （日语）.
10. ↑  . Yahoo!ニュース. 2025-04-29  [2025-05-02]. （原始内容存档于2025-05-05） （日语）.
11. ↑  西武線全駅で駅ナンバリングを導入しますPDF - 西武鉄道、2012年4月25日閲覧。